# غنبد (تكاب)
غنبد هي قرية في مقاطعة تكاب، إيران. يقدر عدد سكانها بـ 129 نسمة بحسب إحصاء 2016.